# Ny Eja
Ny Eja est une poétesse malgache connue pour avoir écrit les textes de chansons de l'artiste malgache tovo j'hay.

## Biographie
Ny Eja, de son nom complet Solonomenjanahary Ranivoarisoa Eugénie Monique, est née le 15 novembre 1969 à Antananarivo, Madagascar. Sa naissance est entourée d'une anecdote particulière : deux jours avant sa venue au monde, un petit moineau est apparu dans la demeure familiale avant de disparaître mystérieusement;

## Carrière littéraire et engagements
Adoptant le pseudonyme Ny Eja, qui signifie "Beauté et élégance", elle est devenue une figure incontournable de la littérature malgache. Membre de l'Association HAVATSA UPEM (Union des Poètes et Écrivains Malgaches), Ny Eja est conteuse dans les écoles
et anime l'émission "Récréation" sur la chaîne privée TV PLUS tous les mercredis et samedis après-midi. Elle est également romancière pour le quotidien JEJOO, un journal féminin tiré à 50 000 exemplaires.

## Œuvres et contributions
Ny Eja s'est distinguée par son ouvrage poétique "Ilay fitia" ("L’hymne à l’amour"), qui a rencontré un grand succès. Elle a débuté son parcours littéraire en 1987 avec la publication d'une poésie intitulée "Dada" ("Père") dans un journal quotidien. Son poème "Teny Mamy" ("Mot d’amour"), interprété par Tovo J’hay, a également marqué les esprits et renforcé sa popularité.

## Éducation et vie personnelle
Ny Eja a poursuivi des études à l'Université d'Antananarivo et à l'Institution Nationale de Tourisme et d’Hôtellerie (INTH) d’Antananarivo. Elle est mère de trois enfants et de nationalité malgache.

## Reconnaissance et influence
Depuis ses débuts, Ny Eja a publié des centaines de poèmes, principalement en malgache, dont beaucoup ont été traduits en français et en anglais. Sa simplicité, la clarté de ses messages, et son expression directe caractérisent son style. Elle est membre de l’association Havatsa UPEM depuis huit ans et de FIMPIMI depuis deux ans.
Lors d'un événement à Paris intitulé "Parfum de Madagascar sur Saint Germain des Près", Ny Eja a vendu plus d'une centaine de recueils de poèmes, confirmant ainsi son succès à l'international.

## Critiques et appréciations
Ny Eja est reconnue pour sa capacité à transmettre des messages complexes de manière accessible. Jeannot Ramambazafy de Madagascar Tribune la qualifie de "parolière de succès des stars de la variété malgache". Ses œuvres sont également saluées pour leur impact émotionnel et leur profondeur, apportant réconfort et inspiration à ses lecteurs.

## Publications et nouvelles productions
Ny Eja a récemment lancé un nouveau site web dédié à célébrer ses vingt ans dans la poésie, où elle partage régulièrement ses œuvres et réflexions. Parmi ses récents succès musicaux, on compte "Tampoka avy teo" et "Fihin-tananao" de l'album "TSISY TOA ANAO" de Tovo J’hay, largement diffusés sur les chaînes à Antananarivo.